# Исленьево
Исленьево — деревня Данковского района Липецкой области, входит в состав Берёзовского сельсовета.

## География
В деревне имеется одна улица: Луговая.
На территории Исленьево имеется пруд, через неё проходит просёлочная дорога.

## Население
| 2010 |
| ---- |
| 0    |